# Herbert Maurer

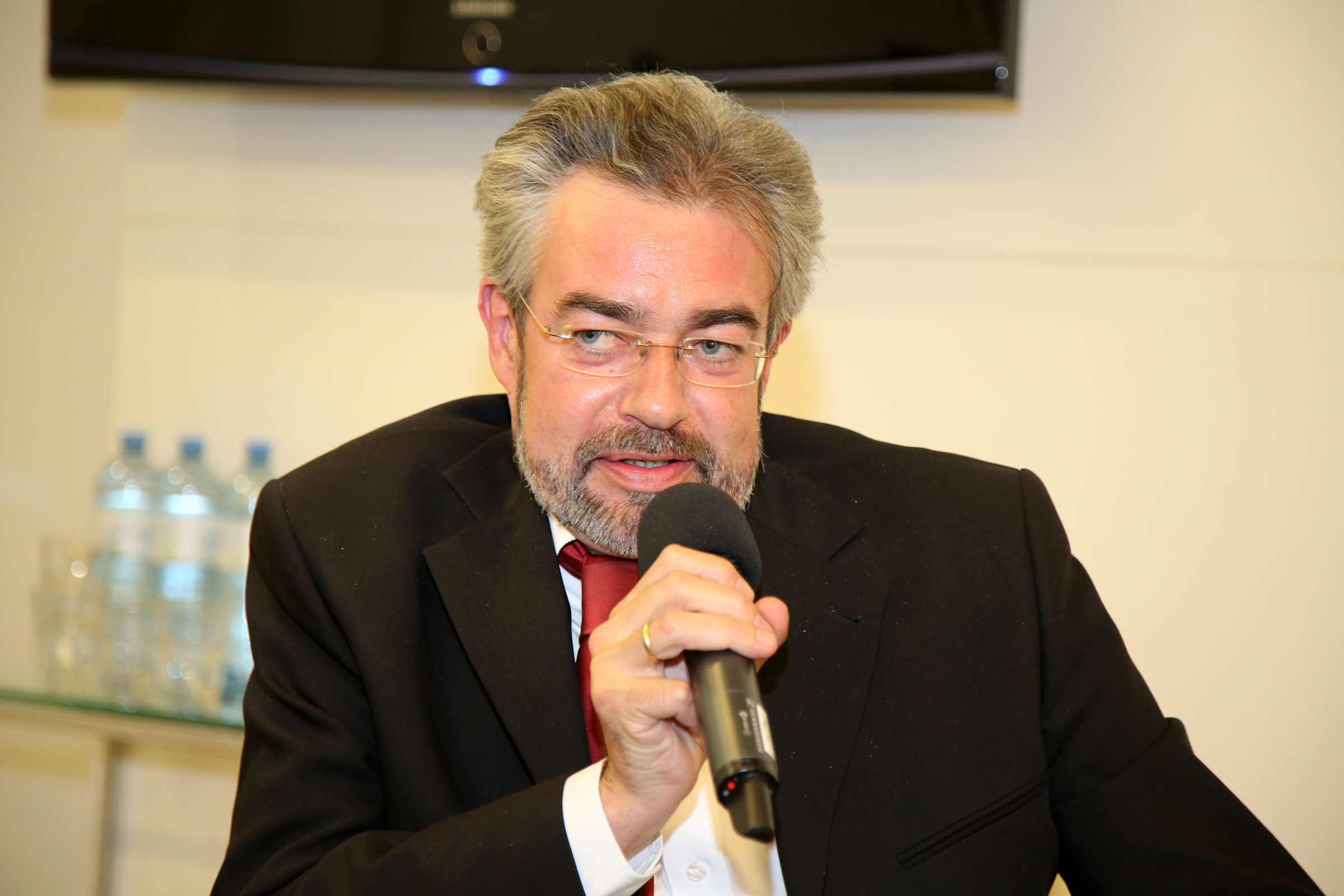
Herbert Maurer (2015)

Herbert Maurer (* 12. Mai 1965 in Wien) ist ein österreichischer Schriftsteller.

## Leben
Herbert Maurer studierte Sprachwissenschaften und Altphilologie in Venedig, Jerusalem, Köln, Bilbao und Jerewan. Er war als Kulturjournalist bei der Arbeiter-Zeitung, Wochenpresse sowie den Salzburger Nachrichten tätig. Von 1989 bis 1991 war er Koordinator österreichischer Projekte im humanitären und kulturellen Bereich in Armenien, sowie Berichterstatter (für österreichische und deutsche Medien), Dolmetscher und Übersetzer der zeitgenössischen Literatur des Landes. Im Zuge dessen war er auch Wegbegleiter und Chronist des Karabach-Komitees in Jerewan und Moskau. Maurer lebt seit 1992 wieder in Wien, arbeitet als Schriftsteller, ist Autor von Romanen, Erzählungen, Gedichtbänden, Theaterstücken (vor allem mit Justus Neumann) und Übersetzungen. Weiters ist er als Moderator und Sprecher in Funk und Fernsehen tätig.
Herbert Maurer erhielt 1996 den Rheingau-Literaturpreis sowie 1997 ein Aufenthaltsstipendium des Berliner Senats und das Österreichische Staatsstipendium. 1996 nahm er am Ingeborg-Bachmann-Wettbewerb in Klagenfurt teil. Er wurde 2015 mit der Franz Werfel Medaille und dem Orden für Völkerverständigung der Republik Armenien ausgezeichnet. Maurer ist Redaktionsmitglied der Zeitschrift international und langjähriger Korrespondent bei Lettre (Berlin).

## Werke
- Gnädige Frau! oder Die Kunst des Tiefschlafs, Wieser, Klagenfurt u. a. 1996. ISBN 3-85129-187-5
- Ein Rabenflug, Wieser, Klagenfurt u. a. 1997. ISBN 978-3-85129-194-0
- Venetia, Eichborn, Frankfurt am Main 1997. ISBN 978-3-82180-651-8
- Beata Beatae Beatae Beatam Beata Beata, Edition Thanhäuser, Ottensheim an der Donau 1998.
- Pannonias Zunge, Berlin Verlag, Berlin 1999. ISBN 978-3-83330-601-3
- Oh Johanna!, Edition Thanhäuser, Ottensheim an der Donau 2000.
- Im Schatten der Hirschin, Otto Müller Verlag, Salzburg 2006. ISBN 978-3-70131-114-9
- Bitte Regen (Anthologie armenischer Literatur), Wieser, Klagenfurt 2012. ISBN 978-3-90271-306-3
- Und Gott spricht Armenisch, Klever, Wien 2015. ISBN 978-3-902665-89-8
- Über den Tod, Ibera Verlag, Wien 2015. ISBN 978-3-85052-344-8
- Byron schwimmt und ertrinkt in seinem Zimmer. Roman. Klever, Wien 2017.  ISBN 978-3-903110-19-9.
- Lebendig sein, Ibera Verlag, Wien 2018. ISBN 978-3-85052-396-7
- Hirn mit Ei, Essays. Klever, Wien 2019. ISBN 978-3-903110-74-8

## Übersetzungen
- Leon Battista Alberti: Sentenze Pitagoriche, Texing 2000
- Gregor von Narek: Nacht der Seele, Heiligenkreuz 2015